# Gerhard Deter
Gerhard Deter (* 20. April 1950 in Lippstadt) ist ein deutscher Rechtswissenschaftler und Historiker. Er war als Ministerialrat im Wissenschaftlichen Dienst des Deutschen Bundestages tätig und lehrte und forschte als Privatdozent für Rechtsgeschichte an der Humboldt-Universität zu Berlin.

## Leben
Gerhard Deter studierte nach dem Schulbesuch in Lippstadt an den Universitäten Münster und Freiburg Rechtswissenschaften und Geschichte. 1977 legte er in Münster das Erste und 1980 in Düsseldorf das Zweite Juristische Staatsexamen ab. 1986 wurde er an der Universität Münster zum Dr. jur. und 1987 zum Dr. phil. promoviert. Anschließend war er Stipendiat der Deutschen Forschungsgemeinschaft. 1990 bis 1991 leitete er das Wirtschaftspolitische Seminar der Konrad-Adenauer-Stiftung auf Schloss Eichholz. 1991 trat er in die Verwaltung des Deutschen Bundestags ein, der er in Bonn und Berlin bis zu einer Pensionierung im Jahr 2015 angehörte. Nach Verwendungen im Wissenschaftlichen Dienst, Fachbereich Arbeit und Soziales, im Treuhanduntersuchungsausschuss sowie im Ausschuss für Wahlprüfung, Immunität und Geschäftsordnung war er von 2005 bis 2008 Leiter des Referats Pressedokumentation, von 2008 bis 2013 Leiter des Fachbereichs Gesundheit, Familie, Senioren, Frauen und Jugend und von 2013 bis 2015 Leiter des Fachbereichs Arbeit und Soziales.
Seit 2005 war er als Lehrbeauftragter und nach seiner Habilitation als Privatdozent für Rechtsgeschichte an der Humboldt-Universität zu Berlin tätig. Zu seinen Forschungsschwerpunkten zählen die Rechts- sowie die Wirtschafts- und Sozialgeschichte des 18. bis 20. Jahrhunderts, die Landesgeschichte und das Arbeits- und Sozialrecht. Auch in seinen rechtsgeschichtlichen Arbeiten setzt Deter sich konsequent mit den Fragestellungen und Methoden der Wirtschafts- und Sozialgeschichte auseinander und macht diese für die Rechtsgeschichte fruchtbar. Ebenso stellt er die Bedeutung der Rechtsgeschichte für die wirtschafts- und sozialgeschichtliche Forschung heraus und verfolgt einen landes- bzw. regionalgeschichtlichen Ansatz auch in der Rechtsgeschichte.

## Schriften (Auswahl)
- Zwischen Gilde und Gewerbefreiheit, Bd. 1: Rechtsgeschichte des selbständigen Handwerks im Westfalen des 19. Jahrhunderts (1810–1869) (VSWG-Beiheft Bd. 230.1), Stuttgart 2015
- Zwischen Gilde und Gewerbefreiheit, Bd. 2: Rechtsgeschichte des unselbständigen Handwerks im Westfalen des 19. Jahrhunderts (1810–1869) (VSWG-Beiheft Bd. 230.2), Stuttgart 2015
- Handwerk vor dem Untergang? Das westfälische Kleingewerbe im Spiegel der preußischen Gewerbetabellen 1816 – 1861 (= Studien zur Gewerbe- und Handelsgeschichte Bd. 25), Stuttgart 2005
- Rechtsgeschichte des westfälischen Handwerks im 18. Jahrhundert: Das Recht der Meister (= Veröffentlichungen der Historischen Kommission für Westfalen, Wirtschafts- und Sozialgeschichtliche Reihe), Münster 1990
- Handwerksgerichtsbarkeit zwischen Absolutismus und Liberalismus - Zur Geschichte der genossenschaftlichen Jurisdiktion in Westfalen im 18. und 19. Jahrhundert (= Münsterische Beiträge zur Rechtswissenschaft Bd. 26), Berlin 1987